# Pseudotiara octonema
Pseudotiara octonema is een hydroïdpoliep uit de familie Bythotiaridae. De poliep komt uit het geslacht Pseudotiara. Pseudotiara octonema werd in 2008 voor het eerst wetenschappelijk beschreven door Xu, Huang & Gua. 